# Svartholm (vid Vattkast, Korpo)
Svartholm är en ö i Finland. Den ligger i Skärgårdshavet och i kommunen Pargas i den ekonomiska regionen  Åboland i landskapet Egentliga Finland, i den sydvästra delen av landet. Ön ligger omkring 42 kilometer sydväst om Åbo och omkring 180 kilometer väster om Helsingfors.
Öns area är 16,4 hektar och dess största längd är 0,6 kilometer i sydväst-nordöstlig riktning. Ön höjer sig omkring 35 meter över havsytan. I omgivningarna runt Svartholm växer i huvudsak barrskog.